# Tadashi Agi
Tadashi Agi  (亜樹 直?, Agi Tadashi), alla nascita Shin Kibayashi (樹林 伸?, Kibayashi Shin; Tokyo, 1962) è un fumettista giapponese, ovvero un mangaka.

## Nomi fittizi e opere
Nella sua carriera ha usato, e continua ad usare, oltre a quello di nascita, vari pseudonimi. Questi sono:
- Seimaru Amagi (天樹征丸?, Amagi Seimaru)

Con questo nome ha ideato Kindaichi shōnen no jikenbo, Remote e Tantei gakuen Q
- Yūya Aoki (青樹佑夜?, Aoki Yūya)

Con questo nome ha ideato GetBackers e Psycho Busters
- Yuma Ando (安童夕馬?, Ando Yuma)

Con questo nome ha ideato Kunimitsu no Matsuri, Psychometrer Eiji, Shibatora e Tokyo Eighties
- Jōji Arimori (有森丈時?, Arimori Jōji)

Con questo nome ha ideato Monkey Typhoon e Snow Dolphin
- Hiroaki Igano (伊賀大晃?, Igano Hiroaki)

Con questo nome ha ideato Area no kishi
Firmandosi Tadashi Agi ha ideato Gakkou no kowai uwasa, Kami no Shizuku, Psycho Doctor e Psycho Doctor Kai Kyousuke.